# Гарден-Ейкерс (Каліфорнія)
Гарден-Ейкерс (англ. Garden Acres) — переписна місцевість (CDP) в США, в окрузі Сан-Хоакін штату Каліфорнія. Населення — 11 398 осіб (2020).

## Географія
Гарден-Ейкерс розташований за координатами 37°57′49″ пн. ш. 121°13′47″ зх. д. / 37.96361° пн. ш. 121.22972° зх. д. (37.963678, -121.229624).  За даними Бюро перепису населення США в 2010 році переписна місцевість мала площу 6,70 км², уся площа — суходіл.

## Демографія
Згідно з переписом 2010 року, у переписній місцевості мешкало 10 648 осіб у 2831 домогосподарстві у складі 2293 родин. Густота населення становила 1588 осіб/км².  Було 3057 помешкань (456/км²).
Расовий склад населення:
| - 49,2 % — білих - 3,4 % — азіатів - 2,2 % — чорних або афроамериканців - 1,6 % — корінних американців - 0,4 % — вихідців з тихоокеанських островів - 36,7 % — осіб інших рас |

До двох чи більше рас належало 6,5 %. Частка іспаномовних становила 68,9 % від усіх жителів.
За віковим діапазоном населення розподілялося таким чином: 33,0 % — особи молодші 18 років, 59,0 % — особи у віці 18—64 років, 8,0 % — особи у віці 65 років та старші. Медіана віку мешканця становила 28,7 року. На 100 осіб жіночої статі у переписній місцевості припадало 105,4 чоловіків;  на 100 жінок у віці від 18 років та старших — 104,7 чоловіків також старших 18 років.
Середній дохід на одне домашнє господарство  становив 45 854 долари США (медіана — 39 375), а середній дохід на одну сім'ю — 48 295 доларів (медіана — 41 378). Медіана доходів становила 27 166 доларів для чоловіків та 24 974 долари для жінок. За межею бідності перебувало 22,6 % осіб, у тому числі 29,7 % дітей у віці до 18 років та 12,7 % осіб у віці 65 років та старших.
Цивільне працевлаштоване населення становило 4267 осіб. Основні галузі зайнятості: освіта, охорона здоров'я та соціальна допомога — 16,9 %, виробництво — 13,7 %, роздрібна торгівля — 12,7 %.